# ČSD-Baureihe E 407.0
Die ČSD-Baureihe E 407.0 war eine elektrische Lokomotive der einstigen Tschechoslowakischen Staatsbahnen ČSD, welche für den Rangierdienst im Prager Knoten vorgesehen war.

## Geschichte und Einsatz
Bereits vor der Aufnahme des elektrischen Betriebes im Prager Knoten wurden zur Verminderung der Luftverschmutzung in den Tunneln um den Prager Hauptbahnhof durch den zunehmenden Dampflokbetrieb für Verschiebearbeiten Versuche mit Akkulokomotiven durchgeführt. Die erste derartige Lokomotive war die von František Křižík sowie Breitfeld & Danek gefertigte ČSD-Baureihe E 407.001, die im Juni 1926 den Versuchsdienst aufnahm.
1929 erhielt diese Maschine noch eine Schwesterlokomotive E 407.002, die in einigen Details verbessert war und von der Nachfolgeorganisation ČKD gefertigt wurde.
In den 1930er-Jahren ging die Fertigung der Akkulokomotiven auf Škoda über, welche 1931 die nur unwesentlich veränderte ČKD-Vorgängerin als E 417.0 fertigte. Die Weiterentwicklung dieser Lokomotive war dann die E 416.0.
Die Akkulokomotiven hatten den Vorteil, dass mit ihnen ein freizügiger Betrieb auch auf nicht elektrifizierten Gleisen möglich war. Lt. Quellangabe waren um 1953 noch 2/5 aller elektrischer Lokomotiven bei den ČSD Akkulokomotiven.
Es ist anzunehmen, dass nach Umspannung des Prager Knotens auf 3000 V Gleichspannung um 1962 für sie keine betriebliche Verwendung mehr möglich war.